# Bogovi su pali na tjeme
 Ovo je glavno značenje pojma Bogovi su pali na tjeme. Za album Ivane Banfić pogledajte Bogovi su pali na tjeme (album).
Bogovi su pali na tjeme (eng. The Gods Must Be Crazy) je film snimljen 1980. godine. Ova urnebesna komedija oslikava život na jugu Afrike. Redatelj, producent i scenarist filma je bio Južnoafrikanac Jamie Uys, a iz JAR-a je bila i većina glumaca.
Glavni lik Xi kojeg glumi N!xau je bio iz Namibije. Kontroverze u svjetskoj javnosti je izazvala činjenica da su Bušmani prikazani na uvredljiv način, kao divljaci koji ne poznaju vanjski svijet.

## Radnja
Pripovjedač (narator) filma je bivši BBC-jev spiker Paddy O'Byrne. Film se sastoji od tri priče.
U prvoj priči pratimo Bušmana Xia koji bogovima vraća bocu Coca Cole jer je prouzročila mnogo zla. Bušmani ne poznaju koncept privatnog vlasništva. Na svom putovanju, Xi susreće mnogo ljudi koje smatra bogovima, a onda ga njihovi postupci razuvjere.
Druga priča govori o Andrewu Steynu, znanstveniku koji proučava životinje, ali je nespretan sa ženama. Svećenik u katoličkoj misiji zamoli ga da pođe na put i dovede Kate Thompson, učiteljicu u jednom selu negdje u Bocvani. Njegovo putovanje, upoznavanje s Kate i put natrag obiluje s mnogo smiješnih zgoda, a susreću i Xia. Steyn radi na doktoratu, a kao lokalni pomoćnik pomaže mu Mpudi, koji ravna leđa pod njegovim džipom.
Treća priča odvija se u zemlji Burani, gdje skupina komunističkih gerilaca pokušava izvesti puč, ali ne uspijeva. Kasnije ih vladine snage progone, a na kraju i uhićuju. Grupu vodi bradonja imenom Sam Boga. Kada upadnu u Bocvanu, ustanici se opskrbljuju gorivom i hranom. Progonitelje atentatora i pobunjenika vodi pukovnik Mabasha. Upadaju u školu u kojoj Kate predaje, zarobljavaju nju i djecu te ih vode na marš koristeći se njima kao živim štitom.
Njima na put staju Steyn, Mpudi i Xi koji im se pridružuje jer su ga oslobodili iz zatvora. Tamo je dospio jer je ubio kozu zato što je bio gladan. Nije bio svjestan običaja u vanjskom svijetu. Steyn i Xi uspavljuju šestoricu pobunjenika, ali dvojica još pružaju otpor. Kad i njih srede, policija dolazi i odvodi zločince.
Romansa Kate i Andrewa rezultira poljupcem. Xi baca bocu u provaliju i vraća se kući.
Glazba koja se u filmu čuje djelo je Miriam Makebe, priznate pjevačice iz Južne Afrike. Sljedeći nastavak, Bogovi su pali na tjeme 2, snimljen je 1990. godine, a glavne uloge tumače N!xau, Lena Farugia i Hans Strydom.

## Vanjske poveznice
- Bogovi su pali na tjeme u internetskoj bazi filmova IMDb-a